# Billy Kimball
Pour les articles homonymes, voir Kimball.
Billy Kimball, né à Cutchogue, sur l'île de Long Island, dans l'État de New York, le 8 juillet 1959, est un écrivain, scénariste, producteur, présentateur et comédien américain, vice-président senior et directeur de la programmation de la chaîne d'information américaine Fusion.

## Biographie
Billy Kimball a présenté les séries Clash! (en) et Afterdrive dans les années 1990. En outre, il a écrit et produit nombre d'autres séries comme Seinfeld, Lateline (en) et The Simpsons.

### Vie privée
Il s'est marié avec Alexandra Manuela Vargas Hamilton le 23 mai 2004 et le couple a deux enfants.

## Filmographie partielle

### Au cinéma
- 2010 : Waiting for Superman (documentaire)

### À la télévision
Plusieurs épisodes de la série Les Simpson, notamment :
- 24 Minutes
- La Couleur jaune
- Les Langues du scorpion
- Maggie s'éclipse
- Problèmes gênants
- Souvenirs dangereux
- Le Prix de la lâcheté
- Une histoire fumeuse